# Akodon juninensis
Akodon juninensis is een zoogdier uit de familie van de Cricetidae. De wetenschappelijke naam van de soort werd voor het eerst geldig gepubliceerd door Myers, Patton & Smith in 1990.

## Verspreidingsgebied
De soort wordt aangetroffen in Peru.